# Dendropanax dariensis
Dendropanax dariensis är en araliaväxtart som beskrevs av Berthold Carl Seemann. Dendropanax dariensis ingår i släktet Dendropanax och familjen Araliaceae. Inga underarter finns listade.